# Alberto Navarro González
Alberto Navarro González (Villanueva del Aceral, Ávila, 1917-Salamanca, 1990) fue un cervantista e historiador de la literatura español.

## Biografía
Se educó en un colegio salesiano y en un seminario. Como tal fue arrestado durante los primeros meses de la Guerra Civil en zona republicana, pero pudo refugiarse en la embajada de Guatemala y, al concluir la contienda, estudió Filología Hispánica en Salamanca; se graduó en 1943 y se doctoró en 1945 con una tesis sobre Baltasar Gracián. Desde 1949 trabajó intensamente como profesor de lengua española y literatura en la Universidad de La Laguna, en la que llegó a ser rector (1953-1964). Volvió a la Universidad de Salamanca en 1964 como catedrático de su departamento de literatura española y también fue nombrado rector del Colegio mayor hispanoamericano Hernán Cortés. 
Se especializó en literatura del Siglo de Oro, sobre todo en el Don Quijote, pero también en Pedro Calderón de la Barca y Vicente Espinel; asimismo hizo incursiones al siglo XVIII y XIX. En el XVIII centró sus investigaciones en la obra de Diego de Torres Villarroel y en la de Tomás de Iriarte, cuyas Fábulas literarias editó para la colección Clásicos Castellanos de Espasa-Calpe. En cuanto al siglo XIX, estudió y editó especialmente la narrativa de Pedro Antonio de Alarcón y Fernán Caballero. Tras jubilarse en 1985 fue profesor emérito en la Universidad de Salamanca, ciudad de la que ya había sido alcalde entre 1966 y 1968. Es Gran Cruz de la Orden de Alfonso X el Sabio.

## Obras

### Estudios
- Calderon de la Barca: de lo trágico a lo grotesco  Ediciones Universidad de Salamanca
- Cervantes entre el Persiles y el Quijote Universidad de Salamanca, 1981.
- Las dos partes del Quijote: (analogías y diferencias) Universidad de Salamanca, 1979.
- Una heterodoxia del Postmodernismo norteamericano: la narrativa moral de John Gardner, Universidad de Salamanca
- Vicente Espinel: músico, poeta y novelista andaluz, 1977.
- Fernán Caballero y la narrativa andaluza, 1974.
- El mar en la literatura medieval castellana, 1962.
- Calderón, 1984.
- Robinsón y Don Quijote, 1962.
- El Quijote español del siglo XVII, 1964.
- Don Quijote de la Mancha y el escritor Cervantes, 1960.

### Ediciones
- Pedro Calderón de la Barca, Cefalo y Pocris Ediciones Almar
- Con Pilar González Velasco, Vicente Espinel, Diversas Rimas Universidad de Salamanca
- Pedro Antonio de Alarcón, La Pródiga Editora Nacional
- Romances de Mar Instituto Histórico de Marina, 1973.
- Pedro Antonio de Alarcón, Viajes por España Editorial Comares
- Miguel de Unamuno, Vida de Don Quijote y Sancho Ediciones Cátedra
- Tomás de Iriarte, Poesías. Prólogo y notas de A. Navarro González. Madrid, Clásicos Castellanos, 1963.
- José María Gabriel y Galán, Obras escogidas, 1971.